# رحلة السعادة (فلم)
رحلة السعادة هو فيلم مصري عرض عام 1966، بطولة فريد شوقي وصباح، سيناريو وحوار وإخراج محمد سلمان.

## قصة الفيلم
تدور أحداث الفيلم حول ليلى ابنة المليونير التي تقرر السفر إلى تونس، وهناك يعرض عليها الغناء ولكنها ترفض وتضطر إلى ذلك تحت ضغط من رجل يدعى حسن احتال عليها، ويحاول سكرتير والدها الذي سافر معها أن يثنيها، يتقرب حسن من ليلى حتى تكتشف أنه زير نساء ومحتال. وتتحول الأحداث بعد أن تعرف ليلى الحقيقة وتقرر أن تعلمه كيف يتعامل مع النساء باحترام، ثم تقرر عدم رؤيته مرة أخرى، ويظهر الرجل الذي يرغب في سرقة الأوراق التي يرث من خلالها قطعة الأرض، فيقرر إرسال مساعده ليصور ليلى وسط الجماهير وهي تغني ويشرح له المخطط الخاص بقتلها أثناء تصويره لها، بعد تقديم ليلى للأوبريت تأتي اللحظة الفارقة بظهور حسن أثناء تصوير المصورين وينقذها من الموت، ويظل يتبع المحرض حتى يتم القبض عليه، تغفر ليلى لحسن كذبه وخداعه، خاصة وأنه ضحى بنفسه من أجلها ليقررا الزواج.

## طاقم التمثيل
- فريد شوقي: (حسن)
- صباح: (ليلى)
- عبد السلام النابلسي: (طاووس - سكرتير يوسف)
- ثلاثي أضواء المسرح
  - سمير غانم: (سمير)
  - جورج سيدهم: (جورج)
  - الضيف أحمد: (الضيف)
- أميرة: (أميرة)
- زين الصيداني: (يوسف - والد ليلى)
- ماجد أفيوني
- هاني شهير
- جورج حداد
- الطاهر حواص
- حطاب الذيب
- دليلة

## فريق العمل
- إخراج: محمد سلمان
- سيناريو وحوار: محمد سلمان
- مدير التصوير: إبراهيم شامات
- مونتاج: ميشال تامر
- إنتاج: أفلام عدنان الحوت
- توزيع: فواز إخوان
- تأليف الأغاني: ميشال طعمة، مارون كرم
- ألحان الأغاني: عفيف رضوان